# Iglesia de María Estrella del Mar (Simpson Bay)
La Iglesia de María Estrella del Mar (en neerlandés: Maria Sterre der Zee kerk; en inglés: Mary Star of the Sea Church) es el nombre que recibe un edificio religioso de la Iglesia Católica ubicado en la localidad de Simpson Bay en San Martín (Países Bajos) en la parte neerlandesa de la isla caribeña de San Martín en las Pequeñas Antillas, un territorio dependiente del Reino de los Países Bajos.
Se trata de una templo que sigue el rito romano o latino y depende de la diócesis católica de Willemstad con sede en la isla de Curazao. Todas las misas se ofrecen en inglés.
Su historia se remonta a 1897 cuando comenzó como una pequeña capilla, que luego fue sustituida por la necesidad de un edificio más amplio con la presente iglesia de dedicada a Santa María Estrella del Mar en 1965.